# 薛尚義
薛尚義（1507年—？），字仲行，號秋軒，直隸河間府河間縣人，民籍，明朝政治人物。

## 生平
順天府鄉試第三十三名舉人。嘉靖十七年（1538年）中式戊戌科會試第六十六名，登第三甲第二十四名進士。歷官桐城、江都二知縣。

## 家族
曾祖薛景春；祖父薛勝；父薛隆，母鞏氏。具庆下。